# Saint-Jean-des-Essartiers
Saint-Jean-des-Essartiers är en kommun i departementet Calvados i regionen Normandie i norra Frankrike. Kommunen ligger i kantonen Aunay-sur-Odon som ligger i arrondissementet Vire. År 2018 hade Saint-Jean-des-Essartiers 209 invånare.

## Befolkningsutveckling
Antalet invånare i kommunen Saint-Jean-des-Essartiers
Referens:INSEE